# انا الحق
انا الحق (به فارسی: من حقیقت هستم)، معروف‌ترینِ شطحیات صوفیه است که حسین بن منصور حلاج پس از به‌کار بردن آن، اعدام شد.

## تاریخچه
به‌طور سنتی گفته می‌شود این واژگان که توسط حسین بن منصور حلاج (اعدام شده در بغداد، ۳۰۹ هجری/۹۲۲ میلادی) شطح شده، زمانی که او پس از بازگشت از حج در سال ۲۸۲ هجری، بر در خانهٔ استادش جنید می‌کوفت و او پرسید «چه کسی آنجاست؟» بیان شده و او در پاسخ گفته: انا الحق. جنید زان پس او را نفرین کرد. به هر روی، لویی ماسینیون نشان داده است که این واژگان فریادی ناگهانی نبوده، بلکه بخشی از آموزهٔ حلاج را شکل می‌داده که طبق آن روح الهی آفریده نشده می‌تواند یک آن روح انسانی آفریده شده را دگرگون کند تا تغییر حالتی رخ دهد. از این رو، روح انسانی و الهی با یکدیگر کار می‌کنند، و مسئله‌ای در خصوص «تناسخ» یا «وحدت وجود» وجود ندارد. همچنین می‌توان این برداشتِ صحیح را کرد که نفس خداوند در بدن حلاج متبلور شده و این روح خدا است که از بدن حلاج سخن می‌گوید و این نمایانگر رتبهٔ والای حلاج است. این اصطلاح در کتاب الطواسین حلاج در زمینهٔ توضیح این ادعا که ابلیس که گفت من از آدم بهترم و از فرعون که گفت من خدای والای شما هستم یافت می‌شود. از آنجا که به قول نظریات اولیه صوفیه (خصوصاً خراز) فقط خدا حق دارد بگوید «من»، شطح «من» به خودی خود کفر است. انا الحق حلاج بعدتر عموماً به معنای «من خدا هستم» فهمیده شد زیرا حق، برابری بود که غالباً برای خدا به کار می‌رفت به‌ویژه در نواحی غیر عرب. زین رو، انا الحق جسورانه‌ترین ابراز وحدت ماهوی انسان با خدا تعبیر شد، و اصطلاحی کلیدی در موسیقی صوفی ایران، ترکیه، مسلمانان هند و اندونزی است هرجا که وحدت وجود به کار رفته باشد.